# Prionolopha serrata
Genre
Espèce
Synonymes
- Gryllus serratus Linné, 1758
- Acrydium serratofasciatum De Geer, 1773
- Acrydium dentatum Olivier, 1791
- Gryllus cymbiformis Stoll, 1813
- Gryllus scutatus Stoll, 1813
- Pamphagus lateralis Thunberg, 1815
- Xiphocera elegans Walker, 1870
- Prionolopha daguerrei Liebermann, 1935
- Prionolopha evoneoi Piza, 1981

Prionolopha serrata, unique représentant du genre Prionolopha,  est une espèce d'insectes orthoptères de la famille des Romaleidae.

## Distribution
Cette espèce se rencontre en Amérique du Sud. Elle se rencontre dans la forêt tropicale.

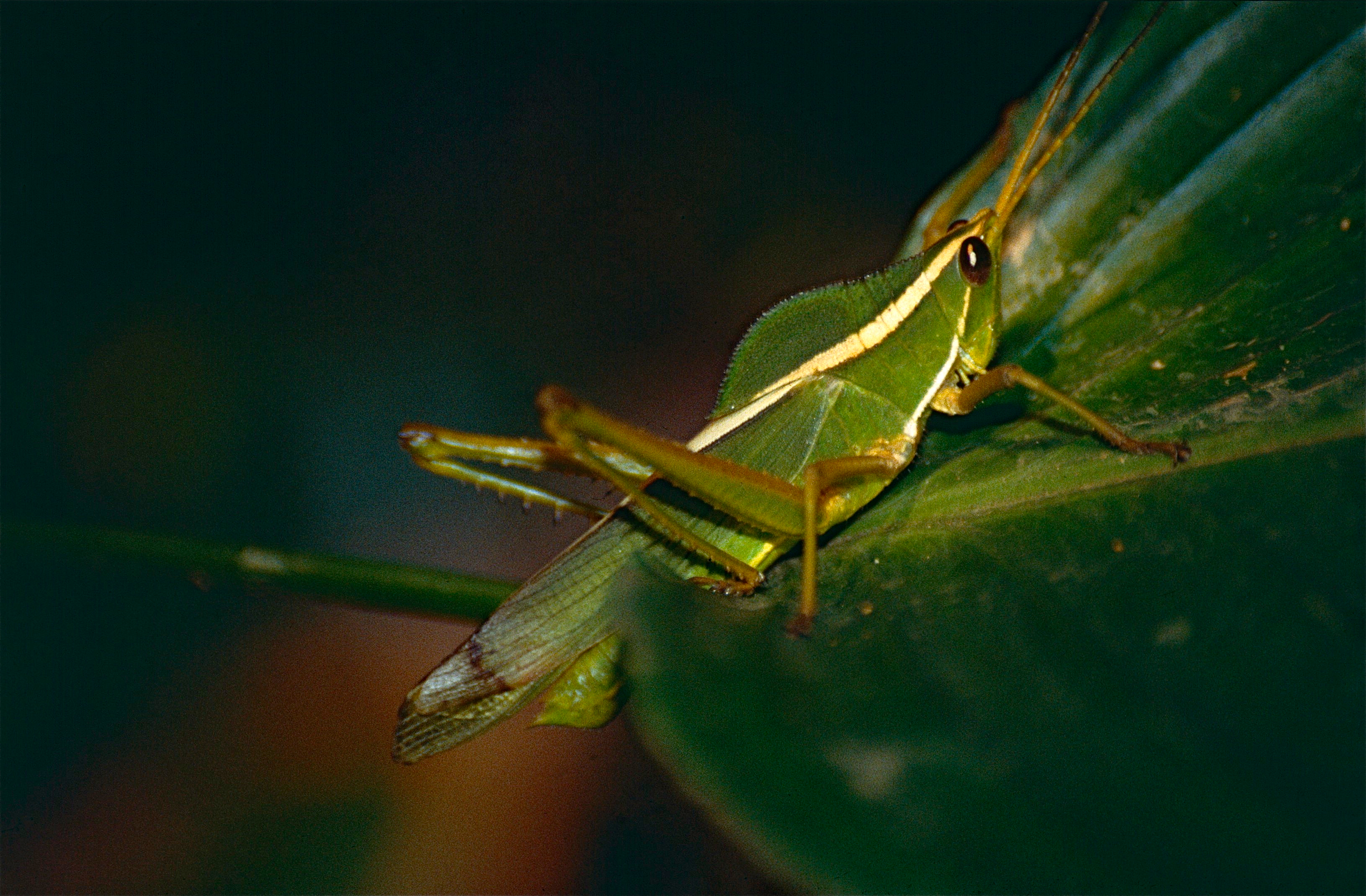
Prionolopha serrata

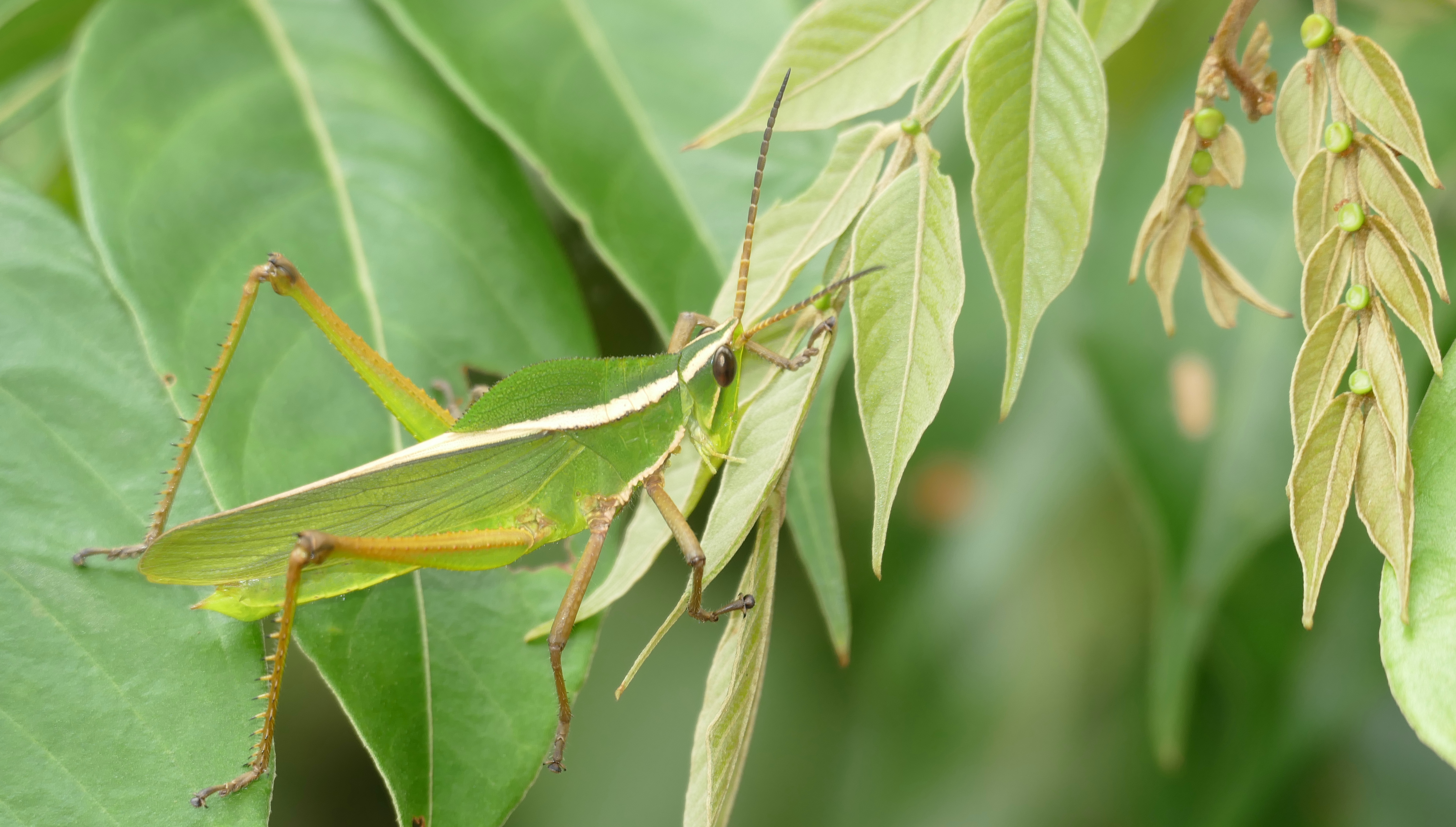
Prionolopha serrata

## Systématique et taxinomie
Cette espèce a été décrite sous le protonyme Gryllus serratus par Linné en 1758.
Ce genre a été décrit par l'entomologiste suédois Carl Stål en 1873.

## Publication originale
- Linnaeus, 1758 : Systema naturae per regna tria naturae, secundum classes, ordines, genera, species, cum characteribus, differentiis, synonymis, locis, ed. 10 (texte intégral).
- Stål. 1873 : Recencio Orthopterorum. Revue critique des Orthoptères décrits par Linné, De Geer et Thunberg, vol. 1.